# Bernhard II. (Haldensleben)
Bernhard II. von Haldensleben (lateinisch Bernardus Haldenslevensis, † 1044/51) war Markgraf der Nordmark (1018/36–1044/51).

## Leben
Er war ein Sohn von Bernhard I. von Haldensleben. Zwischen 1018 und 1036 wurde er Markgraf der Nordmark als Nachfolger seines Vaters.
Da beide in den Urkunden nicht zu unterscheiden sind, ist es möglich, dass es nur einen Markgrafen Bernhard gab.
1044 wurde er letztmals in einer Urkunde erwähnt, 1051 wurde ein Nachfolger genannt.